# 雷安维莱
雷安维莱（法語：Rehainviller，亦作，法語發音：[ʁeɛ̃vile]）是法国默尔特-摩泽尔省的一个市镇，位于该省东南部，属于吕内维尔区。

## 地理
雷安维莱（48°33'39"N, 6°28'8"E）面积5.64 平方千米，位于法国大東部大區默尔特-摩泽尔省，该省份为法国东北部内陆省份，是洛林的一部分，北邻比利时、卢森堡，北起顺时针与摩泽尔省、下莱茵省、孚日省和默兹省接壤。
与雷安维莱接壤的市镇（或旧市镇、城区）包括：埃里梅尼勒、吕内维尔、默尔特河畔蒙、维特里蒙、克塞尔马梅尼勒。
雷安维莱的时区为UTC+01:00、UTC+02:00（夏令时）。

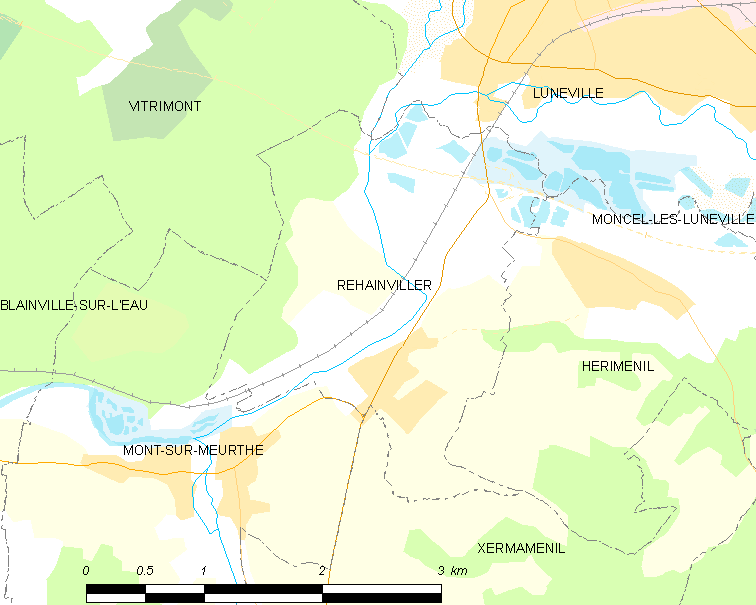
雷安维莱的OSM定位图

## 行政
雷安维莱的邮政编码为54300，INSEE市镇编码为54449。

## 政治
雷安维莱所属的省级选区为吕内维尔第二县。

## 人口

1962-2008年间雷安维莱人口变化图示

雷安维莱于2022年1月1日时的人口数量为1053人。

## 交通
法国国道N4线和默尔特-摩泽尔省省道D914线在境内交汇。